# South Burlington
South Burlington és una població dels Estats Units a l'estat de Vermont. Segons el cens del 2000 tenia 15.814 habitants.

## Demografia
Segons el cens del 2000, South Burlington tenia 15.814 habitants, 6.332 habitatges, i 3.786 famílies. La densitat de població era de 366,9 habitants per km².
Dels 6.332 habitatges en un 29,2% hi vivien nens de menys de 18 anys, en un 47,7% hi vivien parelles casades, en un 9% dones solteres, i en un 40,2% no eren unitats familiars. En el 30,4% dels habitatges hi vivien persones soles l'11,4% de les quals corresponia a persones de 65 anys o més que vivien soles. El nombre mitjà de persones vivint en cada habitatge era de 2,31 i el nombre mitjà de persones que vivien en cada família era de 2,93.
Per edats la població es repartia de la següent manera: un 21,6% tenia menys de 18 anys, un 12,5% entre 18 i 24, un 30,8% entre 25 i 44, un 22% de 45 a 60 i un 13,1% 65 anys o més.
L'edat mediana era de 36 anys. Per cada 100 dones de 18 o més anys hi havia 85,2 homes.
La renda mediana per habitatge era de 51.566 $ i la renda mediana per família de 67.241 $. Els homes tenien una renda mediana de 42.076 $ mentre que les dones 29.883 $. La renda per capita de la població era de 25.290 $. Entorn del 2,3% de les famílies i el 4,2% de la població estaven per davall del llindar de pobresa.

## Poblacions més properes
El següent diagrama mostra les poblacions més properes.